# Древнедатский язык
Древнедатский язык — один из вымерших языков северной подгруппы германских языков индоевропейской языковой семьи. Представляет собой раннюю форму датского языка, распространённую с IX до XVI века (приблизительно до 1525 г.) на полуострове Ютландия и островах Фюн, Зеландия, Фальстер, Лолланн, Борнхольм, части Северо-Фризских и др. островов. На этом языке сделаны погребальные, посвятительные и юридические надписи на рунических камнях, надгробных памятниках, печатях и монетах, обнаруженных на территории нынешней Дании, а также многочисленные рукописи (юридические документы, письма, послания и т.п.).
Согласно речи, которую держал Хемминг Гад в 1510 году перед жителями Любека, на древнедатском уже почти не говорили в самой Дании, хотя он ещё сохранялся на отдалённых датских островах. С его слов, датчане стали говорить не как раньше, а выталкивают свои слова так, словно они собираются кашлять.

## История и особенности языка
Из общескандинавского языка-основы в IX веке выделились три ветви, одна из которых и образовала древнедатский язык.
В IX—X вв. начали появляться особенности, отличающие древнедатский язык от остальных скандинавских языков. Так в X веке произошли фонетические изменения: 
- часть дифтонгов перешла в монофтонги;
- интервокальные глухие смычные p, t, k перешли в звонкие спиранты b, d, g, фрикативные или полугласные [w], [ð], [ɣ] (т. н. «датский перебой согласных» в XII—XIII вв.);
- исчезла долгота согласных;
- произошла нейтрализация гласных в безударных слогах, при этом звуки [a], [i] и [u] перешла в [æ] или, иногда, [e];
- появился толчок, заменивший музыкальное ударение (XII—XIII вв.).

В датской грамматике:
- четырёхпадежная система склонения заменилась двухпадежной, при этом остались только общий и родительный падежи, причём позднее почти исчез и родительный падеж;
- трёхродовая система уступила место двухродовой;
- исчезло спряжение глагола по лицам.

Словарный состав датского языка в это время пополнился заимствованными словами, особенно из нижненемецкого языка (XIII—XIV вв.).
В ходе Реформации расширилась область применения датского языка, и это оказало большое влияние на его развитие, в результате чего:
- исчезло изменение глагола по числам;
- закрепился современный порядок слов;
- развился синтаксис сложного предложения;

В этот период значительно пополнилась лексика, в том числе за счёт заимствований из немецкого, английского и французского языков. 
Как и в случае других родственных ему языков (за исключением исландского), особенно сильное влияние на лексику древнедатского языка оказал средненижнемецкий язык. Из всех скандинавских языков древнедатский в наибольшей степени был склонен к инновациям: все изменения происходили в нём раньше и глубже, чем в других скандинавских языках.
XVI столетие стало эпохой упадка древнедатского языка, так как языком учёных и литераторов был латинский, а высших сфер датского общества — немецкий и отчасти французский языки.
Начало XVIII века ознаменовалось появлением новодатского языка, ключевое место в становлении которого принадлежит Людвигу Хольбергу (1684—1704), создавшему литературный датский язык. Как в норвежском риксмоле и в среднеанглийском, в новодатском произошло совпадение всех конечных гласных в одном -е, в результате чего современная датская морфология упростилась почти до уровня английской.

## Памятники древнедатского языка

### Рунические памятники
Самыми старыми памятниками древнедатского языка являются около 200 рунических надписей младшими рунами, относящихся к периоду между 800 и 1100 годами. Этот период рассматривается учёными-скандинавистами как время расцвета древнедатского рунического письма. В группу древнейших надписей (IX в.) входят надписи на камнях из Сноллелева на о. Зеландии, Флемлёсе и Хельнэса на о. Фюн. Более длинные надписи из Трюггевэльде на о. Зеландии и Главндрупа на о. Фюн относятся ко времени около 900 г. Надписи представляют собой своеобразные заклинания, направленные против того, кто попытался бы повредить памятник.
Надпись на главндрупском камне, поставленном на могиле вождя (goði), – самая длинная из всех древнедатских надписей. Надпись охватывает три стороны камня и написана бустрофедоном. Надпись гласит:

- AP raknhiltr ' sa¶ti ' stain þonsi ' auft ¶ ala ' saulua kuþa ¶ uia l(i)þs haiþuiarþan þia¶kn
- AQ raknhiltr ' sa¶ti ' stain þonsi ' auft ¶ ala ' saulua kuþa ¶ uial(i)þs haiþuiarþan þia¶kn
- B ala ' suniʀ ' karþu ¶ kubl ' þausi ' aft ' faþur ¶ sin ' auk ' hons ' kuna ' auft ¶ uar ' sin ' in ' suti ' raist ' run¶aʀ ' þasi ' aft ' trutin ' sin ¶ þur ' uiki ' þasi ' runaʀ
- C at ' rita ' sa ' uarþi ' is ' stain þansi ¶ ailti ' iþa aft ' onon ' traki

что значит:

- AP Рагнхильдр поместил этот камень в память о Али Бледном, священника из святилища, почетного человека в свите.
- AQ Рагнхильдр поместил этот камень в память о Али, священника Sølve, почетного человека из святилища в свите.
- B Сыновья Алли сделали этот памятник в память об их отце, и его жена в память о муже. И Соути вырезал эти руны в память господина своего. Пусть Тор освятит эти руны.
- C Нет покоя после смерти кто посмеет осквернить могилу или забрать камень с места, поставить его в память другого.

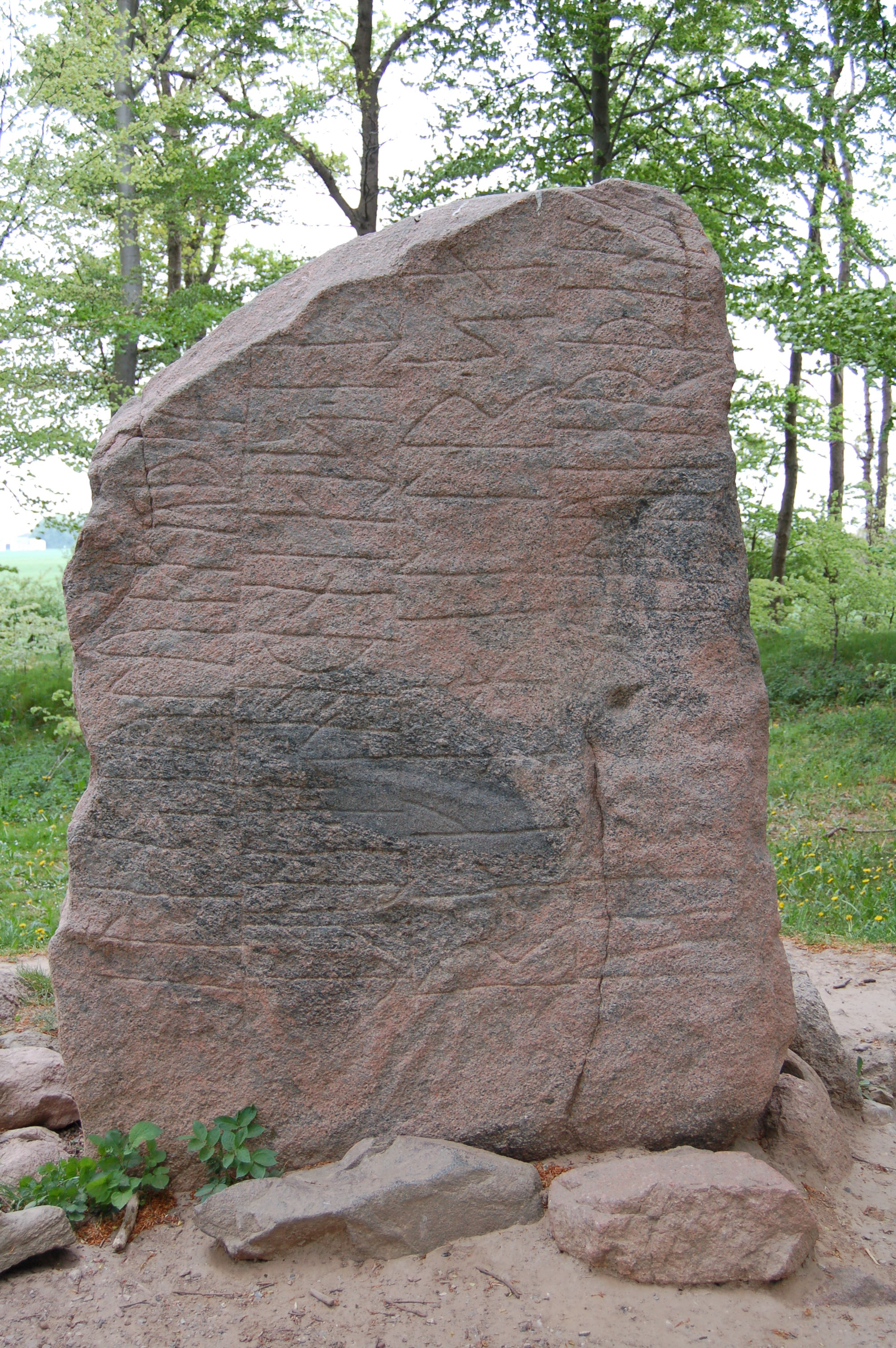
Камень из Главндрупа, лицевая сторона
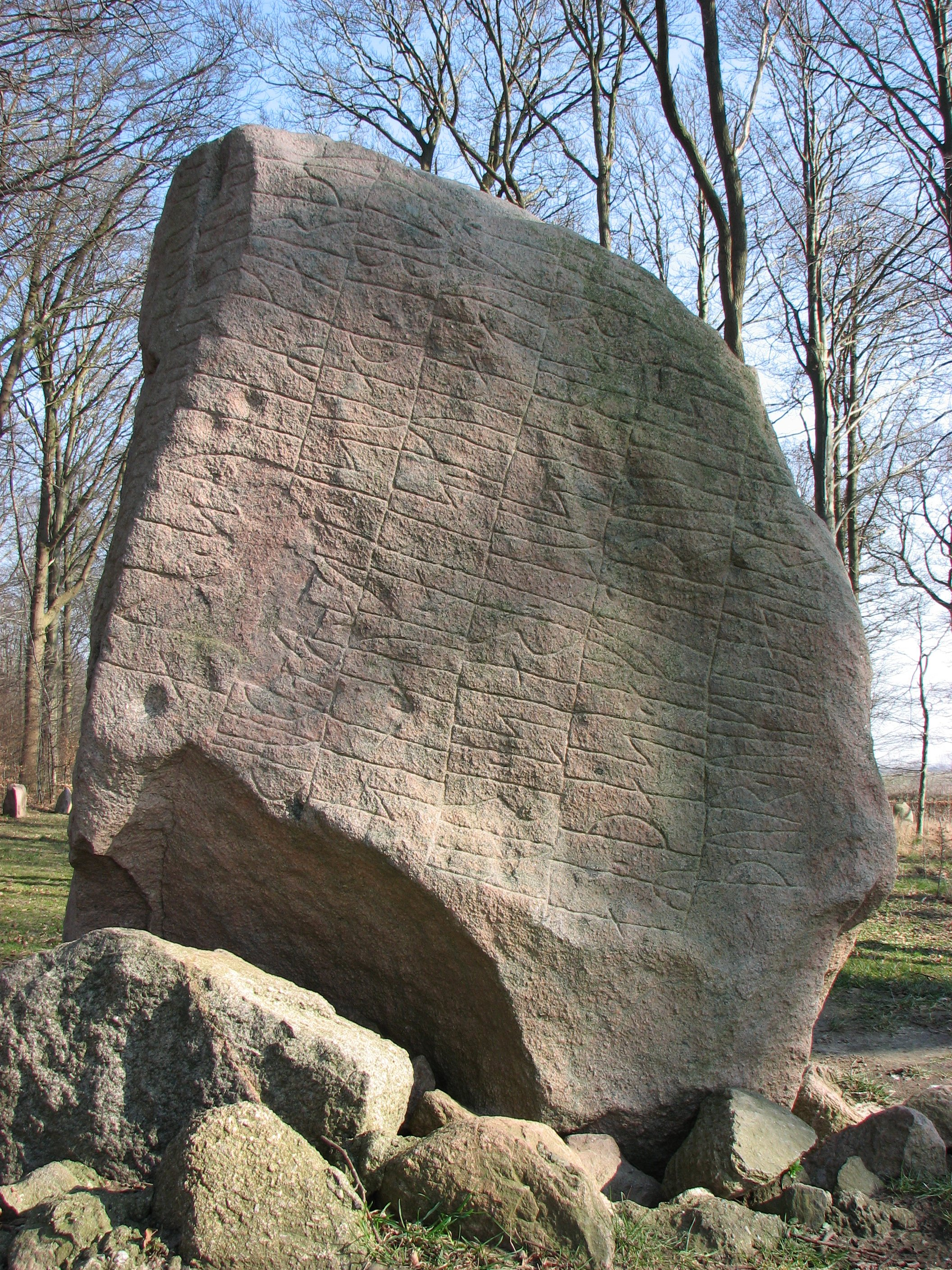
Камень из Главндрупа, тыльная сторона
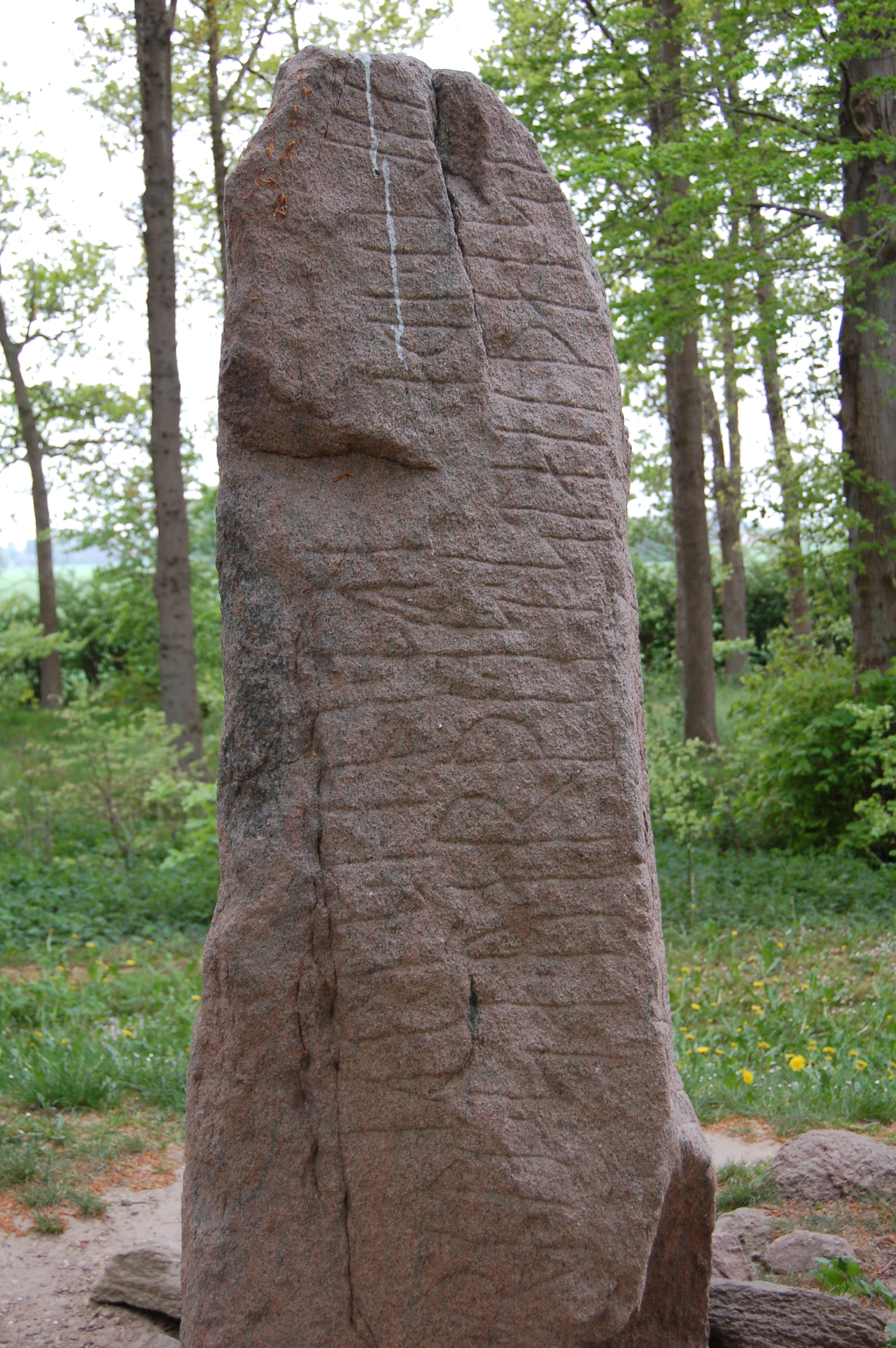
Камень из Главндрупа, боковая сторона
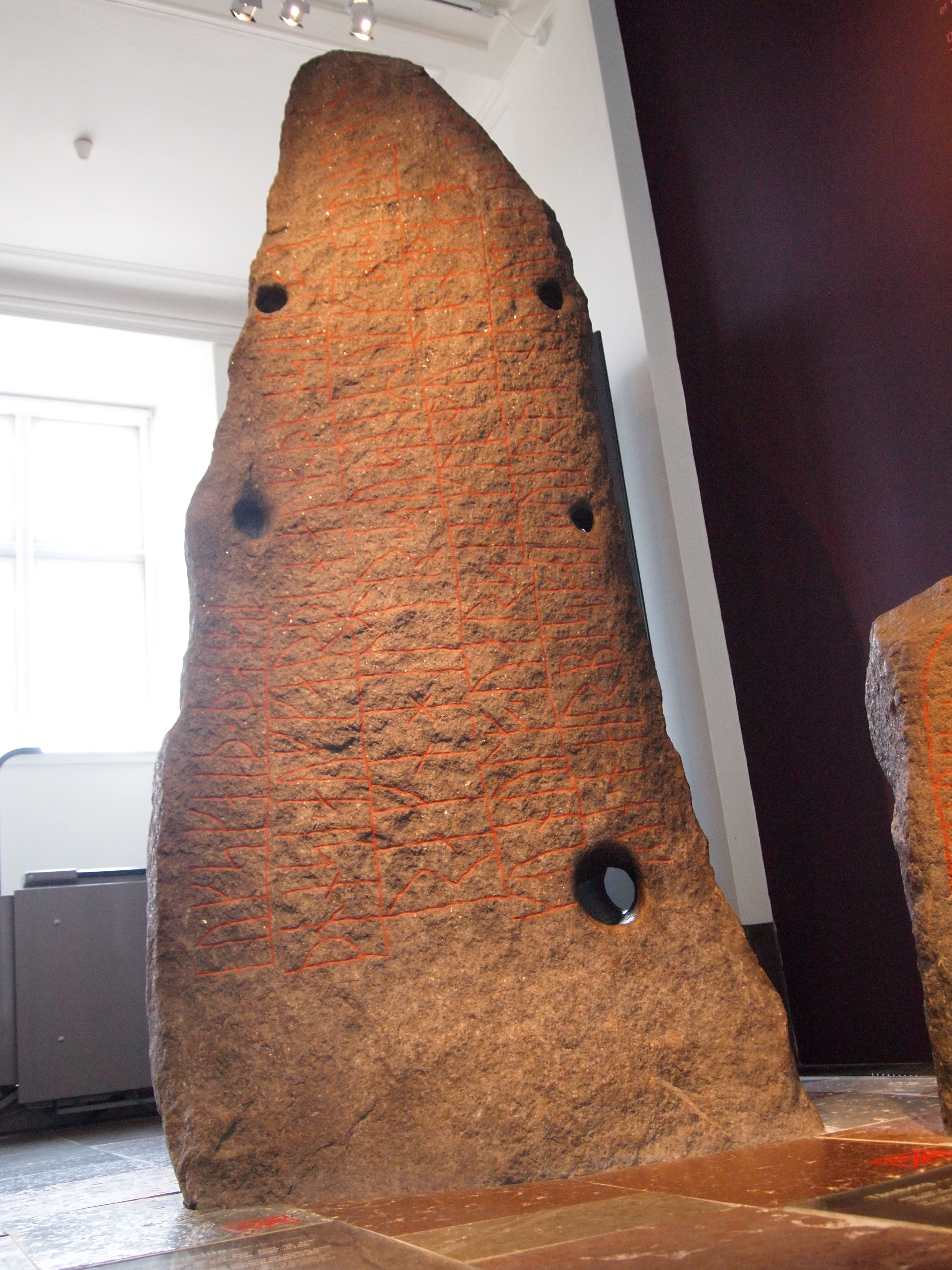
Камень из Трюггевэльде, лицевая сторона
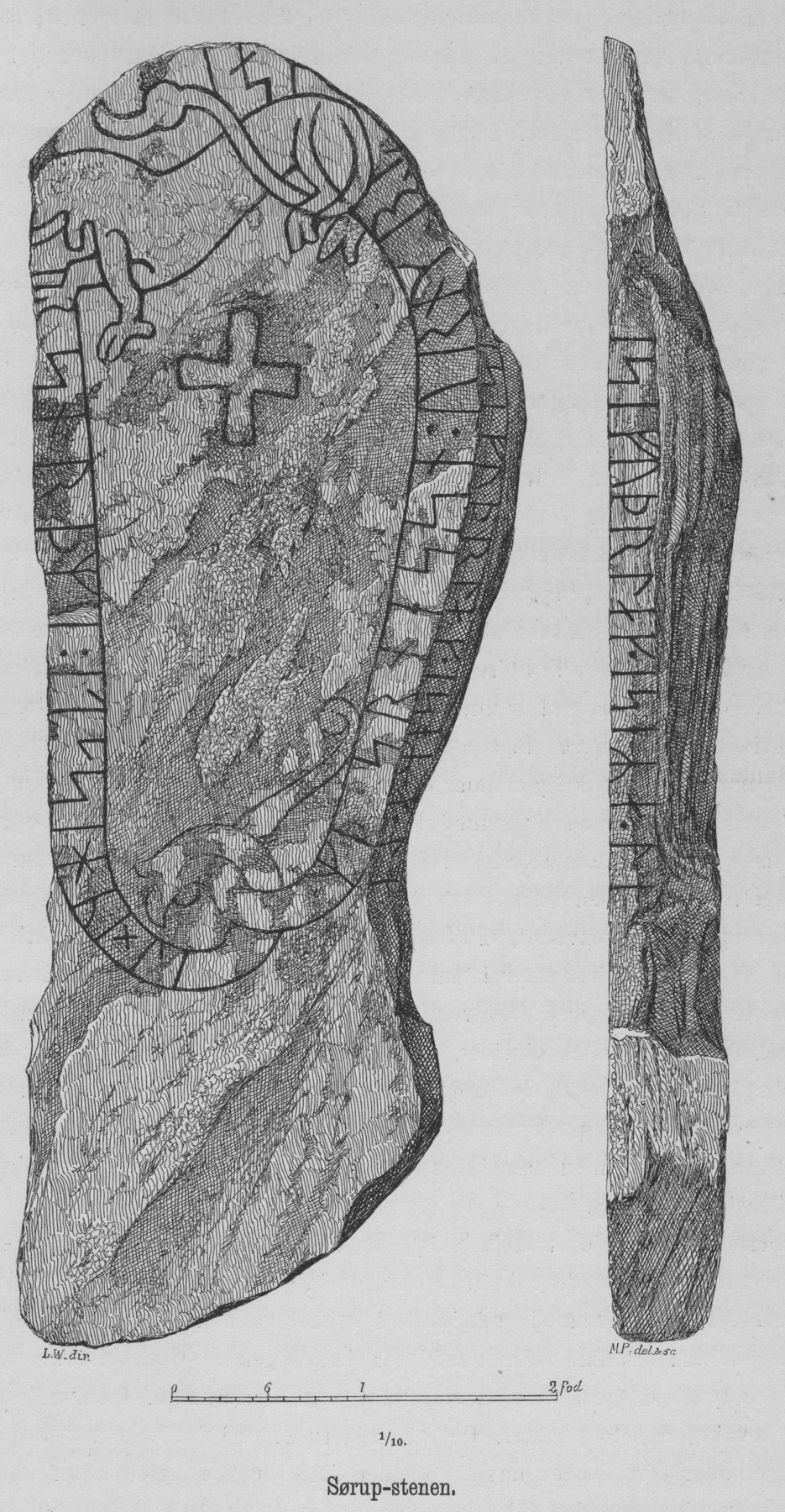
Камень из Сёрюпа, зарисовка археолога Юлиуса Петерсена
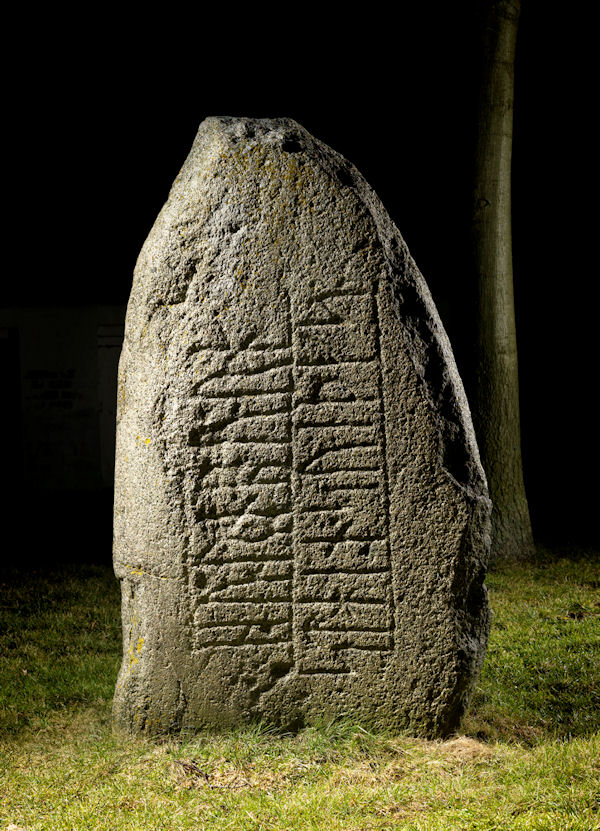
Камень из Каллерупа, лицевая сторона

### Рукописные памятники
В Дании руны практически не использовались для записей на пергаменте. Рукописи записывались преимущественно на латыни или с использованием латинского алфавита. Одной из немногих дошедших до нас рунических рукописей является так называемый "Рунический кодекс" (Codex runicus) конца XIII в. с записью "Сконского права" (Skånske Lov), который хоть и записан рунами, но представляет собой список с рукописи, выполненной латиницей.
Самыми старыми рукописными памятниками древнедатского языка на латинице, которые дошли до нас, являются сборники законов: 
- «Skånske Lov» — вторая рукопись "Сконского права" (1203-22 гг.), называемая рукописью Хадорфа (Hadorph)
- «Skånsk Kirkelov» — "Сконское церковное право"
- «Valdemars sjællandske Lov» —  "Зеландское право Вальдемара", рукопись монаха Иоганна Ютландца
- «Absalons sjællandske Kirkelov» — "Зеландское церковное право Абсалона" [архиепископа Лундского в 1178–1201 гг.]
- «Eriks sjællandske Lov» — "Зеландское право Эрика", рукопись монаха Иоганна Ютландца
- «Jyske Lov» — Ютландское право (1241 г.)
- Flensborg Stadsret — "Право города Фленсбурга"

Как видно, это записи областных законов, которые представляли собой образцы права в различных областях датского государства: Сконе, Зеландии, Ютландии, Шлезвиге.
Почти такими же древними являются и некоторые фрагменты из сборника легенд и несколько книг, в первую очередь "Харпестренг" (Harpestreng) и "Датская поземельная книга" (Valdemars Jordebog), сообщающую в датской форме тысячи географических названий.
Образцом древнедатского текста того периода на латинице может служить отрывок из кодекса законов Ютландии (Jyske Lov): 

Fangær man saar i hor seng mæth annæns mansz kunæ. oc kumær han burt liuænd....
Если мужчина словит в семейной кровати другого мужчину, и тот уйдет в живых...
— Jyske Lov, 1241 Pedersen, Inge Lise. Sprogsamfundets Historie. — Dansklærerforeningen, 1996. 

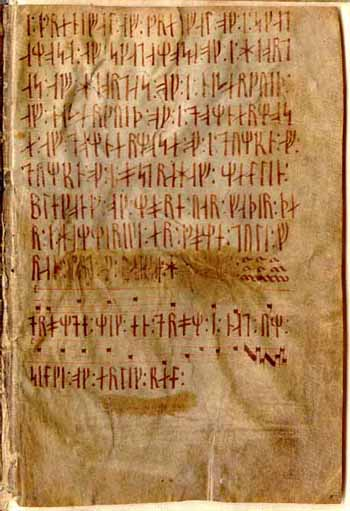
Страница из Codex runicus
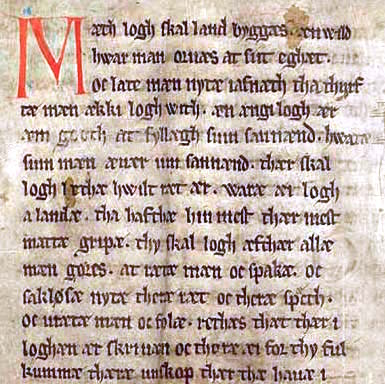
Страница из Codex Holmiensis (список «Jyske Lov»)
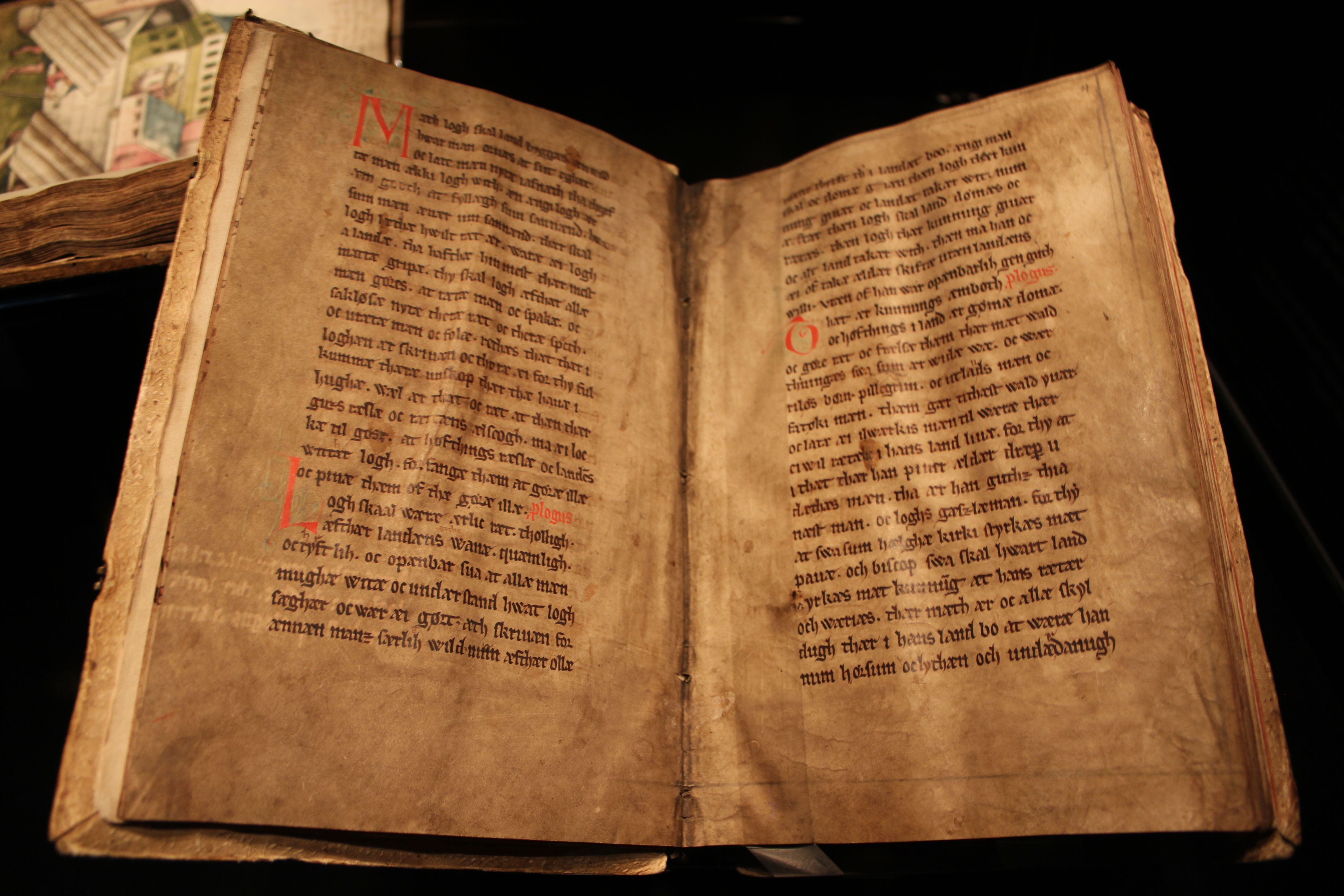
Разворот Codex Holmiensis (список «Jyske Lov»)
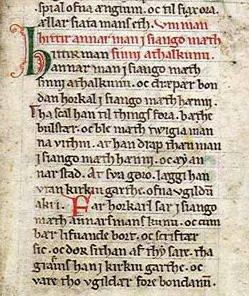
Страница из "Skånske Lov"
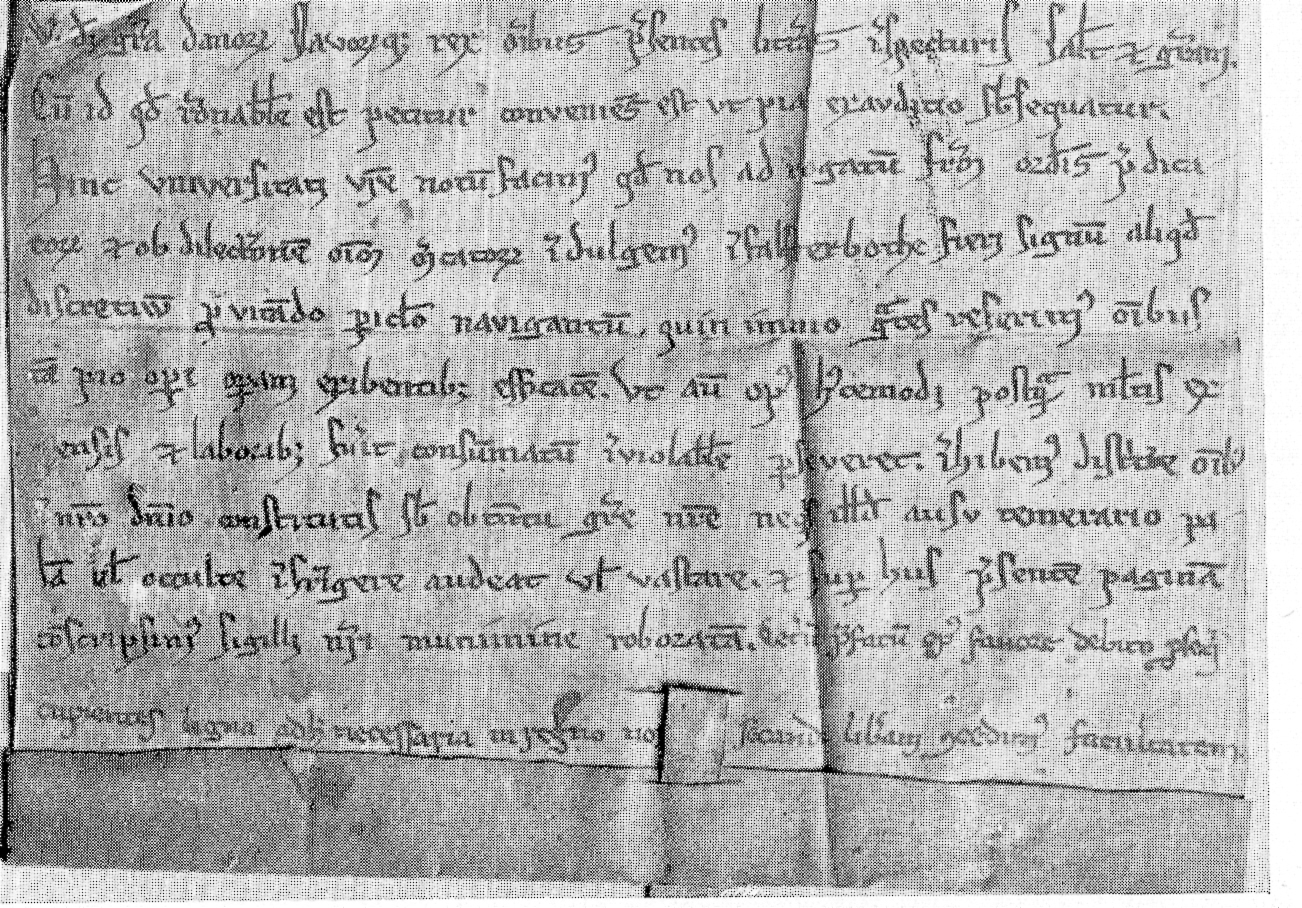
Рукопись короля Вальдемара II о торговых привилегиях для города Любека в Скане
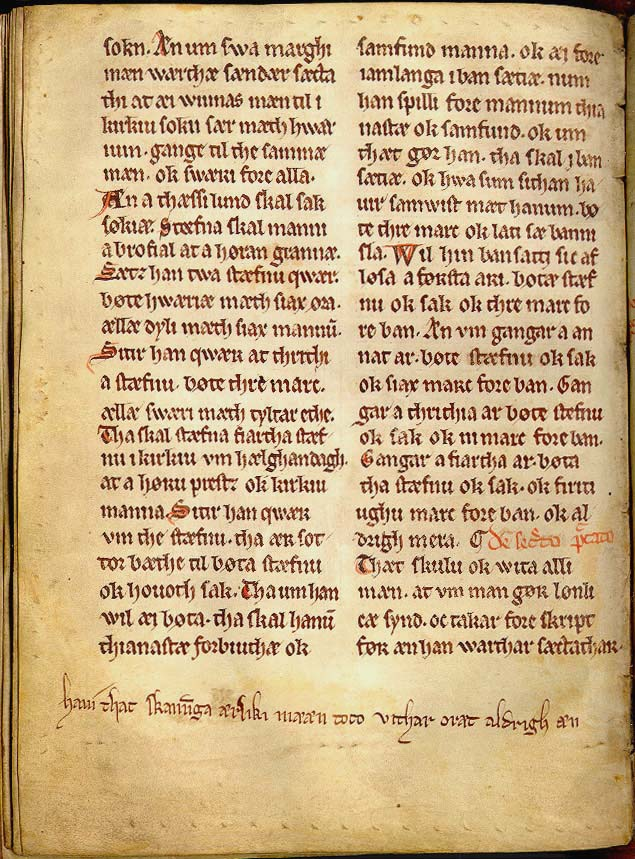
Страница из Skånsk Kirkelov

Язык этих рукописей отличается от языка исландских, норвежских и шведских памятников того же времени. Этот язык не является единообразным для всей Дании – на областных законах лежит ясный отпечаток диалекта определенной области, потому что общего для всего государства письменного языка еще нет.

### Книги

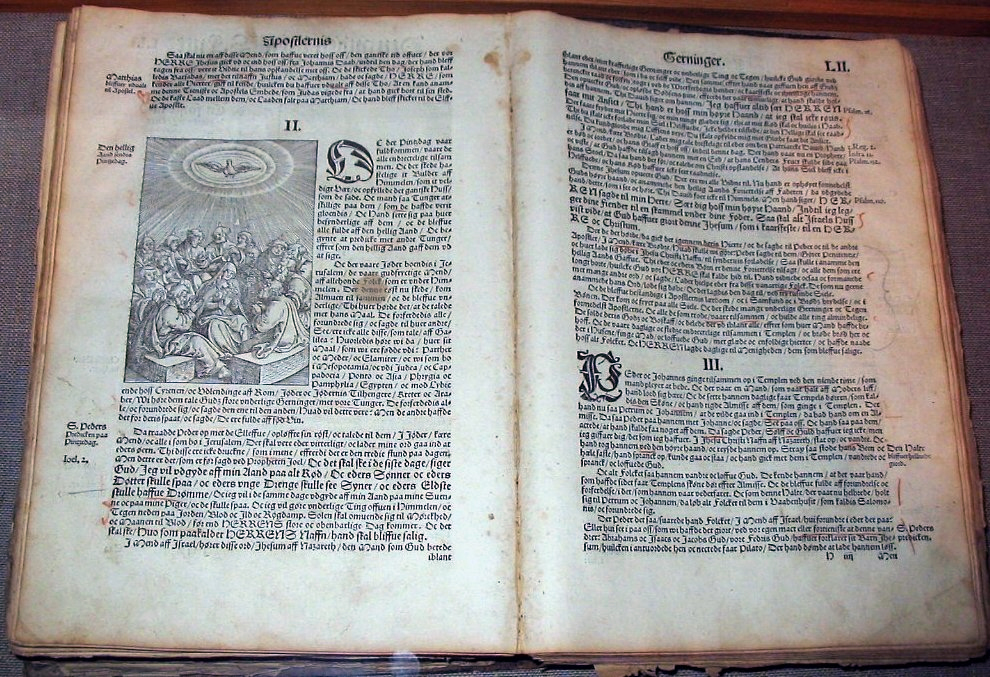
Разворот Christian III’s Bibel

В 1495 г. вышла первая печатная книга на древнедатском языке "Den danske Rimkrøniken" ("Датская рифмованная хроника"), состоящая из ряда стихов о жизни и деяниях датских королях дохристианского периода. Стихи в хронике были написаны так, как будто они писались от лица самих королей. Книга была напечатана в Копенгагене голландцем Готфридом Геменом.
Некоторое обновление древнедатского языка произвела Реформация, выдающимся памятником языка которой является первое издание Библии на древнедатском языке («Christian III’s Bibel»). Перевод с латинского был сделан на зеландском наречии, которое с этих пор и становится господствующим в стране как для обыкновенной разговорной, так и для литературной речи. Другой выдающийся памятник древнедатского языка середины XVI века это  "Danmarks Riges Krønike"  — перевод "Gesta Danorum" Саксона Грамматика.